# Julius August Koch
Julius August Koch (* 15. Juni 1752 in Osnabrück; † 21. Oktober 1817 in Danzig) war ein deutscher Astronom und Arzt.
Im Hauptfach studierte er Medizin in Göttingen und Straßburg, als Nebenfächer belegte er Mathematik und Astronomie. Nach der Promotion ließ er sich als praktischer Arzt in Osnabrück nieder.
1792 berief ihn die Naturforschende Gesellschaft in Danzig auf Empfehlung seines früheren Lehrers Lichtenberg an ihre 1783 von Wolf gegründete Sternwarte auf dem Danziger Bischofsberg als Astronom.
Besonders durch die zweite durch ihn erlebte Belagerung Danzigs (1813, nach 1807) litt seine Gesundheit derart, dass er drei Jahre nach deren Ende verstarb.
Koch war einer der ersten Astronomen, welche die Veränderlichkeit der Fixsterne erforschten. So entdeckte er 1782 R Leonis, einen veränderlichen Stern mit einer langen Periode und großer Amplitude, der nur zeitweise für das bloße Auge sichtbar war. Weitere Entdeckungen waren veränderliche Sterne in den Sternbildern Herkules, Nördliche Krone und Schild. In Bodes Jahrbuch für 1817 erschien die von ihm verfasste „Tafel aller 1815 bekannten veränderlichen Sterne, deren Lichtwechselperioden bestimmt worden sind.“ Als Anhang zu Bodes Tafeln ließ er „Astronomische Tafeln zur Bestimmung der Zeit aus der beobachteten gleichen, obwol unbekannten Höhe zweyer Fixsterne“ (Berlin und Stralsund 1797) erscheinen, welche sich für den Seefahrer sehr zweckmäßig erwiesen.
Bereits in Bodes Jahrbuch für 1794 diskutierte er die Frage, ob Kometen auch in ihrer Sonnenferne noch zu sehen seien.